# 松尾薫 (ピアニスト)
松尾 薫（まつお かおる）は、長崎県出身のピアニスト。長崎市在住。

## 略歴
活水高校の普通科音楽コースを卒業後、国立音楽大学音楽教育科に進学する。大学卒業後は1998年より横浜中華学院の音楽倶楽部の指導にあたる。1999年にドイツのバイエルン州リヒテンベルクで開催されているハウスマルトーでピアノマイスターコースに参加した。2000年に長女の出産を機会に写真家の夫と共に東京より長崎に戻る。2003年1月から長崎市西彼時津町のとぎつカナリーホールで無料のロビーコンサート「ピアノパレット」を開始。2013年までにこのコンサートの開催回数は60回を超えた。「ピアノパレット」という名称は、「人が集う空間をキャンバスに音の色を描くように弾きたい」として考えられた。クラシックだけではなく、ジャズやブルースも得意としている。同コンサートホールで開催されている『音楽見本市&カナリー音の博物館』にも毎年出演。2013年7月には、ショパンの恋人だったジョルジュ・サンドの料理のレシピを再現し、料理と音楽でショパンの魅力を広めようと長崎市内のレストランでフランスの家庭料理を楽しむコンサート「フレデリック・ショパンの夕べ」を開催した。「大人のためのピアノ教室」の講師を勤め、長崎音楽ボランティア協会会員。音楽文化の向上を目指す手作りコンサートなどでも活動している。